# Adolf Leopold Seidl
Adolf Leopold Seidl (27. ledna 1861 Náchod – 24. července 1941 Suchdol u Prahy) byl český středoškolský profesor, odborný spisovatel a významný činitel českého, následně pak československého dobrovolného hasičství. Roku 1919 se stal prvním předsedou Svazu dobrovolného hasičstva Československého. 

## Život

### Mládí
Narodil se v domě čp. 21 (později přečíslován na čp. 18) v Náchodě ve východních Čechách v rodině zdejšího lékárníka Viléma Seidla a Vincencie Seidlové, rozené Vejrové, z Náchoda. Po vychození obecné školy studoval patrně na učitelském ústavu a následně se stal učitelem. Od roku 1879 pak působil na obecných školách v okolí Náchoda: ve Žďáru nad Metují, České Čermné, Velkých Petrovicích a Bezděkově nad Metují, od roku 1885 pak působil jako učitel v Náchodě. 

### Dobrovolné hasičství
Již od roku 1879 se zapojil do aktivit zakládání dobrovolných hasičských sborů, v místech, kde působil. Onoho roku inicioval založení sboru ve Žďáru nad Metují, jakožto provního sboru v okrese Police nad Metují. Spoluzakládal také sbory v Bezděkově, České Čermné a Velkých Petrovicích. Absolvoval cvičitelský kurz a následně prováděl zácviky nových dobrovolných hasičů. Podílel se také na vzniku Župní hasičské jednoty Náchodské, které pak v letech 1893 až 1924 přesedal. V pozdějších letech přesídlil z Náchoda do Prahy.  
Roku 1891 byl účasten při založení České zemské hasičské jednoty (ČZHJ), v níž pak po 15 let působil jako jednatel. Roku 1893 vyvolal otázku vzniku zemského hasičského dozoru a roku 1897 pak otázku zakládání specializovaných hasičských škol. první dvě vzniklé potom vedl jako ředitel. Zasedal ve všech komisích ČZHJ, ve správách hasičských podpůrných spolků i hasičských hospodářských podniků. Byl předsedou hasičských výstav, pořádaných v Praze roku 1903 a 1923. Účastnil se pořádání hasičských sjezdů v letech 1891, 1903 a 1923. 
Během první světové války nebyl kvůli již vysokému věku povolán k frontovému nasazení v rakousko-uherské armádě, zapojil se ale do organizace dopravních kolon raněných a nemocných z frontových linií do Čech.  

### Československo
Roku 1918 byl zvolen starostou České zemské hasičské jednoty. Po vzniku Československa byl za základě svých zásluh dne 21. prosince 1919 na sjezdu v Brně zvolen předsedou starostou Svazu dobrovolného hasičstva Československého, tuto funkci pak vykonával do roku 1934. V zastoupení dobrovolného čs. hasičstva zasedal v Hlavním stanu Čsl. Červeného kříže a Národní rady československé. Po roce 1918 vyvolal také jednání o součinnosti Čsl. Červeného kříže, lékařů a organisaci charitativních s hasičstvem k cíli organisace všeobecné záchranné služby. Od utvoření Ústřední samaritské rady byl jejím 1. místopředsedou (roku 1950 převedena pod Čs. Červený kříž).

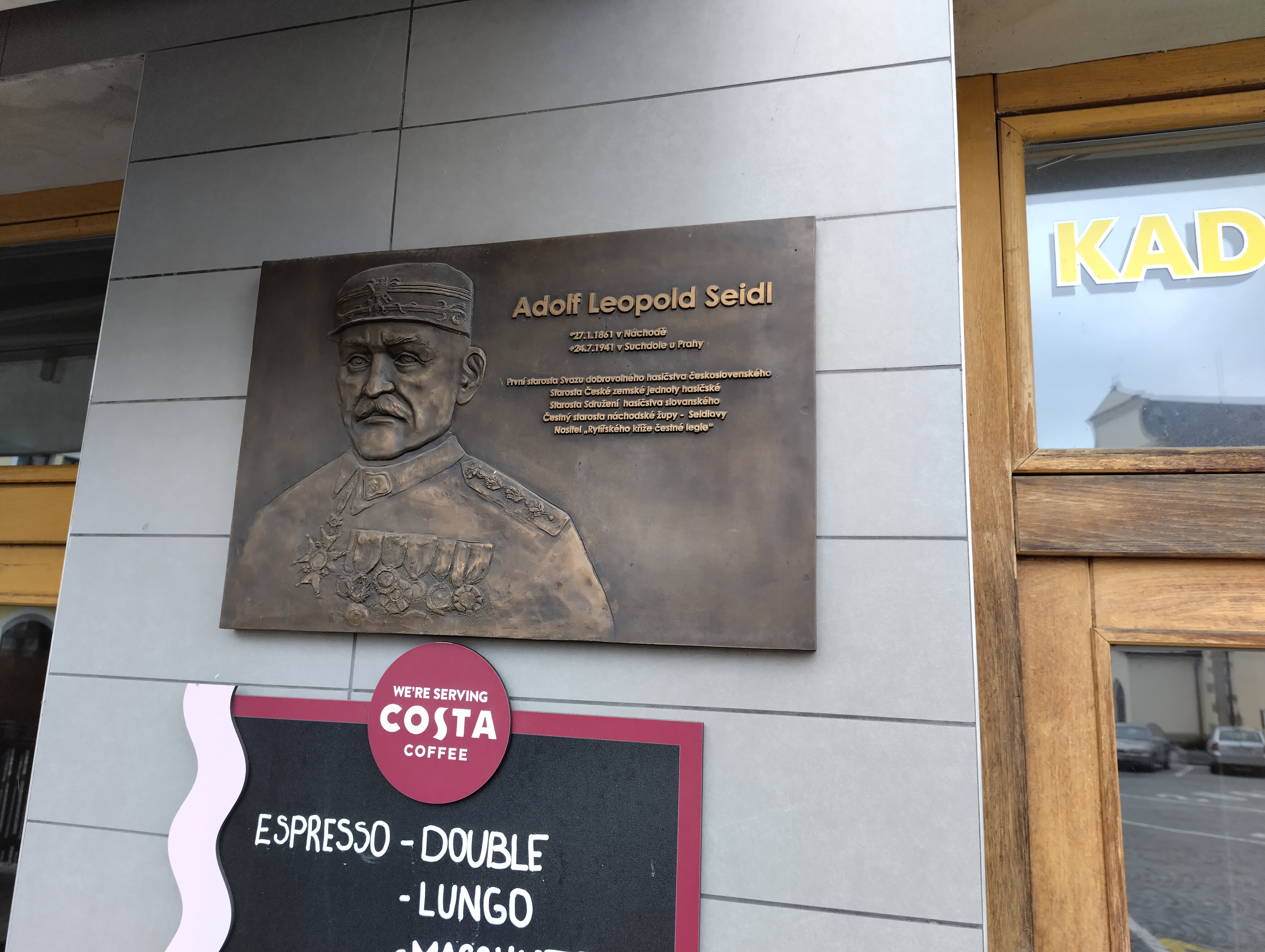
Pamětní deska A. L. Seidla na domě na Masarykově náměstí v Náchodě

### Ocenění
Byl čestným členem hasičských federací Francie, Belgie, Itálie a Polska, ve francouzském Nantes byl vyznamenán státní medailí za záchranu. Rovněž obdržel Rytířský kříž čestné legie.

### Úmrtí
Adolf Leopold Seidl zemřel 24. července 1941 v Suchdole u Prahy ve věku 80 let. 

### Památka
Na jeho rodném domě na Masarykově náměstí v Náchodě, hlavním městském náměstí, je umístěna kovová pamětní deska se Seidlovou plastickou podobiznou. 

## Dílo (výběr)
- Methodika signálův
- Hasičská škola (spolu s Jakubem Aloisem Jindrou)
- Hesla a průpovědi k hasičským slavnostem (1902)[1]